# Globularia
Globularia es un género con 22 especies de plantas con flores de la familia Plantaginaceae, nativas de Europa central y meridional, Islas Canarias, noroeste de África y sudoeste de Asia.
Son plantas herbáceas o subarbustos de hoja perenne. Hojas ovales de 1-10 cm de largo. Las flores se producen en densas inflorescencias sostenidas en un tallo alargado de hasta 30 cm. Las cabezas florales tienen 1-3 cm de diámetro con flores azules, púrpuras, violetas, rosadas o blancas muy numerosas.
Se cultivan varias especies como planta ornamental.
En el sistema de Cronquist se clasificaban en su propia familia Globulariaceae, pero la evidencia genética ha demostrado que el género pertenece a la familia Plantaginaceae.

## Taxonomía
El género fue descrito por Carlos Linneo  y publicado en Species Plantarum 1: 95. 1753.
Etimología
Globularia: nombre genérico del latín y que según Clusio, Rariorum aliquot stirpium, per Pannoniam (1583), nombre entre los botánicos de una planta claramente referible al género Globularia L. (Globulariáceas), a no dudar alusivo a la forma globosa de las inflorescencias –lat. globulus = glóbulo, globito, bolita; diminutivo de lat. globus; y de -aria = sufijo que indica relación, en sentido amplio.

## Especies
- Globularia alypum
- Globularia cordifolia
- Globularia dumulosa
- Globularia incanescens
- Globularia meridionalis
- Globularia nudicaulis
- Globularia orientalis
- Globularia punctata
- Globularia repens
- Globularia salicina
- Globularia stygia
- Globularia trichosantha
- Globularia vulgaris